# Kingdom Hearts IV
Kingdom Hearts IV es un próximo juego de rol de acción de Square Enix. Será la decimoquinta entrega de la serie Kingdom Hearts, que dará inicio al arco argumental "El Maestro Perdido". Ambientado después de los acontecimientos de Kingdom Hearts III y Kingdom Hearts: Melody of Memory, el protagonista Sora regresa tras quedar atrapado en el mundo realista de Quadratum, mientras que sus compañeros el Pato Donald y Goofy intentan encontrarlo y rescatarlo.
El desarrollo de la que sería la entrega principal de la serie después de Kingdom Hearts III comenzó en enero de 2020, y Kingdom Hearts IV se anunció formalmente en abril de 2022. En mayo de 2025 se informó que el juego seguía en pleno desarrollo.

## Jugabilidad
Al igual que en entregas anteriores, Sora se enfrenta a los Sincorazón en el juego. Los elementos de parkour y las transformaciones de la Llave Espada regresan, y la Llave Espada también puede transformarse en un gancho para atravesar grandes distancias. El juego tendrá comandos de reacción similares a a los de Kingdom Hearts II, e introduce una nueva mecánica de "construir y desguazar". También se exploran más aspectos de la "vida diaria" de Sora y sus "rutinas diarias".

## Historia

### Escenario
Kingdom Hearts IV sirve como el comienzo del arco argumental "El Maestro Perdido". El juego se desarrolla en Quadratum, una gran ciudad ambientada en un mundo realista inspirado en Tokio, que incluye unos Shibuya y Minami-Aoyama ficticios. El apartamento de Sora en Minami-Aoyama sirve como base de operaciones del jugador en la primera parte del juego. Quadratum sirve como un mundo central, al que los jugadores regresan después de viajar a otros mundos. Como en los demás juegos de Kingdom Hearts, también aparecerán varios mundos basados en propiedades de Disney. El avance de las capacidades del hardware desde que comenzó la serie jugó un papel importante a la hora de determinar la cantidad de mundos creados para el juego. En mayo de 2025 se presentaron nuevas imágenes del juego que mostraban la biblioteca de Bastión Hueco, revelándolo como uno de los mundos de anteriores juegos que regresarían.

### Personajes
Sora, un adolescente que usa un arma con forma de llave llamada Llave Espada para luchar contra las fuerzas de la oscuridad, repite su papel de juegos anteriores como protagonista principal y personaje jugable del juego. El Pato Donald y Goofy, el mago real y capitán de los caballeros del Castillo Disney, también regresan después de haber servido como compañeros de batalla de Sora. El juego también cuenta con Strelitzia, una portadora de la Llave Espada que apareció anteriormente en el juego móvil Kingdom Hearts Union χ. Otros personajes principales de la serie, como los protagonistas de los juegos Kingdom Hearts Birth by Sleep y Kingdom Hearts 358/2 Days, tendrán papeles menores en Kingdom Hearts IV, y Nomura también está abierto a encontrar un "buen equilibrio" con respecto a la inclusión de personajes de Final Fantasy que han sido parte de la serie. En mayo de 2025 se presentaron nuevas imágenes del juego que mostraban a Mickey Mouse como un personaje jugable.

## Desarrollo
Aunque Kingdom Hearts III fue el final de la "Saga del Buscador de Oscuridad" que giraba en torno a Xehanort, se había decidido dónde terminaban ciertos personajes para continuar potencialmente sus historias en juegos futuros. Al final de Kingdom Hearts III y su contenido descargable (DLC) Re Mind se vio a Sora terminar en la ciudad de Quadratum y la aparición del personaje Yozora, que era el personaje principal del videojuego  Verum Rex dentro del universo de Kingdom Hearts. Quadratum tenía elementos de diseño que evocaban a Shibuya de la franquicia de Square Enix The World Ends with You, así como Final Fantasy Versus XIII, que posteriormente fue reelaborado para convertirse en Final Fantasy XV, mientras que el diseño de Yozora era similar a Noctis Lucis Caelum, el protagonista principal de Final Fantasy XV, y parte de su apariencia imitaba un tráiler temprano de Versus XIII. Los comentaristas creían que el director de la serie Tetsuya Nomura, quien también fue el director de Versus XIII antes de que fuera reelaborado, estaba planeando implementar algunas de sus ideas de ese juego en un futuro título de Kingdom Hearts. En marzo de 2020, Nomura dijo que Versus XIII y Verum Rex eran "completamente diferentes", pero que estaba ocurriendo un "desarrollo inesperado" entre los dos, y luego confirmó que el Shibuya en Quadratum no estaba relacionado con el de The World Ends with You.
En enero de 2020, Nomura dijo que sería necesario "más tiempo" antes de la próxima entrega principal de la serie. Además, reveló que había dos nuevos equipos de desarrollo, separados de los que trabajaron en el DLC Re Mind y el equipo de Union χ/Dark Road, trabajando en el contenido de Kingdom Hearts. En septiembre de 2020, Nomura declaró que el equipo de desarrollo estaba en el proceso de discutir los planes futuros de la serie entre Square Enix y Disney, diciendo que "no hay nada definitivo, pero tengo algunos conceptos percolando en mi cabeza". Añadió que Yozora "definitivamente... estaría involucrado" en el futuro de la serie, de una manera inesperada y sorprendente.
En junio de 2022, Nomura reveló que el juego móvil Kingdom Hearts Missing-Link estaría conectado a Kingdom Hearts IV, explicando que había "algunas figuras que aparecen" en Missing-Link que estaban vinculadas a la historia de IV. El 14 de mayo de 2025, Square Enix anunció que Kingdom Hearts Missing-Link fue cancelado, y que se centrarían en el desarrollo de Kingdom Hearts IV, junto con la presentación de nuevas imágenes que incluían a Mickey Mouse en la biblioteca de Bastión Hueco, revelándolo como mundo para el juego y sugiriendo que Mickey sería un personaje jugable.

### Diseño
Sora recibe un aspecto actualizado para el juego, con un estilo artístico más realista. Quadratum y los personajes no jugables también tienen un diseño realista. El equipo de diseño se enfrentó al reto de hacer que el mundo fuera lo más realista posible; anteriormente en la serie, el mundo más "realista" era el basado en las películas de Piratas del Caribe. Por el contrario, los personajes del mundo original de la serie, como Donald y Goofy, siguen utilizando los sombreadores y diseños introducidos en Kingdom Hearts III, y Nomura afirma que si Sora regresara a su mundo, su aspecto volvería a ser el mismo.